# Ming Sen Shiue
Ming Sen Shiue (chinesisch 薛明升, Pinyin Xuē Míngshēng; * 15. Oktober 1950 in Taiwan) ist ein US-amerikanisch-taiwanischer Stalker, Entführer, Vergewaltiger und Mörder. Sein Fall, die Entführung von Mary Stauffer und ihrer Tochter Elizabeth, wurde 2019 verfilmt.

## Leben

### Werdegang
Ming Shen Shiue wurde im Oktober 1950 in Taiwan geboren, zog jedoch als Achtjähriger im Jahr 1958 zusammen mit seiner Mutter und seinen beiden jüngeren Brüdern zu seinem Vater, der als Professor an der University of Minnesota lehrte. Bereits als Kind zeigte Ming auffällig aggressive und gewalttätige Tendenzen, da er seine Brüder oft verprügelte. 1961 starb Mings Vater, als der Junge elf Jahre alt war. Danach wurde er von seiner Mutter allein aufgezogen. Als Jugendlicher begann er seine Mutter sexuell zu begehren; ein späteres Gutachaten attestiere ihm, er leide unter „psychosexuellen Störungen“.
Seine ersten Straftaten beging er 1964, als er im Alter von 14 Jahren begann, zunächst Steine auf Autos zu werfen. Später legte er Brände in Häuser in der Nachbarschaft. Als Konsequenz wurde er kurzzeitig in eine Erziehungsanstalt für straffällig gewordene Jugendliche eingewiesen. Zudem wurden ihm Termine bei einem Psychotherapeuten verschrieben. Mings Mutter bemerkte über ihren Sohn, dass dieser oft lügen würde und es ihm darum ging, stets Recht zu behalten. Als er seine Strafe abgesessen und ins Elternhaus zurückgekehrt war, brach Ming seine Therapie ab, ein Schritt, der die nachfolgenden Ereignisse begünstigte.
1965 besuchte Ming die letzte Klasse der Roseville Area High School in Roseville, Minnesota. Hier bekam er im Herbst desselben Jahres eine junge Algebra-Aushilfslehrerin, die erst 21-jährige Mary Stauffer. Ming verliebte sich in die nur sechs Jahre ältere Mary und begann, wie bereits seiner Mutter gegenüber, sexuelle Fantasien zu entwickeln. Als junger Erwachsener sollte er erotische Kurzgeschichten schreiben, in denen fiktive Personen Sex miteinander hatten. Später fügte er Mary in seine Geschichten mit ein und bald ging es in den Geschichten nicht mehr bloß um einvernehmlichen Geschlechtsverkehr, sondern um Vergewaltigung und Gruppenvergewaltigung. Doch all dies genügte nicht, um seine Begierden zu stillen.
1966, nachdem Ming aus der Schule ausschied, brach der Kontakt zu Mary zunächst ab. Da Mary auch nur als Aushilfslehrerin gearbeitet hatte, beendete sie auch bald darauf ihr Dienstverhältnis an der Roseville Area High School. Sie heiratete und bekam zwei Kinder. Mit ihrer Familie lebte Mary Stauffer in den 1970er Jahren auf den Philippinen, wo sie als christliche Missionare wirkten. Erst im Jahr 1979 kehrten sie nach Minnesota zurück.
Ming hatte in der Zwischenzeit begonnen, nach Mary zu suchen. Im Jahr 1975 meinte er, das Wohnhaus der Familie in Duluth gefunden zu haben. Allerdings lebten in diesem Haus lediglich Marys Schwager und dessen Familie. Diesen Fehler bemerkte Ming erst, nachdem er in das Haus der Familie eingebrochen war und die Familienmitglieder im Keller des Hauses gefesselt und mit dem Umbringen bedroht hatte. Aus Angst gingen Marys Angehörige nicht zur Polizei; erst im Jahr 1980, fünf Jahre später, wurde der Vorfall bekannt.

### Entführung
Anfang des Jahres 1980 gelang es Ming Mary endlich zu finden. Sie lebte mit ihrer Familie am Campus der Bethel University in Arden Hills, Minnesota. Er begann sie in einem Zeitraum von etwa vier Monaten zu stalken, ohne, dass sie es jedoch bemerkte. Das Stalking endete am 16. Mai 1980, als Ming zur Tat schritt. Mary und ihre achtjährige Tochter Elizabeth besuchten gerade einen Kosmetiksalon in Roseville. Als die beiden den Salon verließen, stand Ming vor den beiden und zwang sie mit einer vorgehaltenen Waffe in Marys Auto. Zunächst fesselte er Mutter und Tochter. Danach fuhr er in Richtung seines Hauses. Mary und Elizabeth versuchten während der Fahrt durch Schreie auf die Entführung aufmerksam zu machen, so dass Ming mehrmals halten musste, um sie wieder mit seiner Waffe zur Räson zu bringen. Bei einem dieser Stopps wurde ein sechsjähriger Junge namens Jason Wilkman auf das Auto aufmerksam und näherte sich neugierig dem Fahrzeug. Ming bemerkte den Jungen, stieg plötzlich aus dem Auto aus, packte das Kind und warf es in den Kofferraum. Dann fuhr er in den 48 Kilometer nördlich von Roseville befindlichen Carlos Avery Wildlife Refuge einen Nationalpark in Anoka County. Hier zerrte er Jason Wilkman aus den Kofferraum, nahm eine Metallstange, die er bei sich führte, und schlug mit dieser auf den Jungen ein, bis dieser tot war. Den Leichnam ließ er einfach liegen, so dass er schnell gefunden werden konnte.
Danach fuhr Ming mit Mary und Elizabeth zu sich nach Hause, zurück nach Roseville. Hier angekommen, sperrte er die beiden in einen engen Wandschrank. In der ersten Nacht fesselte er Mary an sein Bett. Obwohl sie mehrfach versuchte, auf ihren Entführer einzureden, vergewaltigte er Mary mehrmals. Ming gab an, sie habe ihm einmal, als sie seine Lehrerin gewesen war, eine schlechte Note gegeben. Infolgedessen habe er ein Stipendium nicht bekommen. Darum würde er sich nun rächen. Auch sei er ein Kriegsgefangener und Veteran des Vietnamkriegs gewesen. Alle Angaben waren gelogen.
Marys und Elizabeths Martyrium begann. Damit Ming seine beiden Geiseln besser kontrollieren konnte, musste ihm die achtjährige Elizabeth mehrmals zu seinem Arbeitsplatz, einer kleinen Werkstatt, begleiten, während ihre Mutter angekettet im Wandschrank zurückblieb. Elizabeth durfte allerdings danach nicht das Auto verlassen, sondern wurde stundenlang im Kofferraum des Wagens gefesselt und geknebelt sich selbst überlassen.
Im Lauf der Zeit nahm Ming an, die drei würden eine Familie sein. Darum nahm er die beiden Anfang Juni nach Chicago mit, wo er ein Vorstellungsgespräch bei einem Unternehmen hatte. Allerdings durften sie nicht an die Öffentlichkeit, da er sie in seinem Wohnmobil gefesselt zurückbehielt, als er seine Termine hatte. Am 15. Juni, dem Vatertag, erlaubte Ming Mary bei einer Telefonzelle ihren Mann anzurufen. Im kurzen Gespräch durfte sie lediglich sagen, dass es ihr gut gehe. Am 4. Juli, dem amerikanischen Unabhängigkeitstag, nahm er seine Geiseln in einen nahen Park mit, um das traditionelle Feuerwerk mit ansehen zu können.
Auch wenn Ming die achtjährige Elizabeth physisch verschonte, musste sie oft tatenlos mit anhören, wie Ming ihre Mutter immer wieder missbrauchte. Wenn eine der beiden einen Fluchtversuch wagen würde, so Mings Androhung, würde sie Marys Ehemann und deren zweites Kind töten.
Dennoch ergriffen die beiden am 7. Juli ihre Chance. Mary gelang es, das Scharnier des Wandschranks aufzubrechen, in den sie und Elizabeth gesperrt waren. Obwohl beide mehrmals mit Ketten aneinander gefesselt waren, gelang es den beiden zum Telefon im Vorraum zu gelangen und die Polizei zu verständigen. Nun rächte sich Mings leichtgläubiger Umgang mit seinen Geiseln. Hatte er die beiden noch am Tag der Entführung mit verbundenen Augen ins Haus geführt, so dass Mary und Elizabeth nicht wussten, wo sie sich befanden, hatte er später, als sie die Tagesausflüge unternahmen, auf diese Vorsichtsmaßnahme verzichtet. Nun konnten sie der Polizei die Adresse des Hauses nennen.
Mit einem SWAT-Team erfolgte kurz darauf, nach 56 Tagen Gefangenschaft, die Befreiung von Mary und Elizabeth Stauffer. Ebenso schnell konnte Ming noch am selben Tag an seinem Arbeitsplatz verhaftet werden.

### Verhandlung
Ming Sen Shiue wurde nun in zwei Verhandlungen der Prozess gemacht. Noch im Jahr 1980 wurde der Prozess wegen Entführung von Mary und Elizabeth Stauffer und der Vergewaltigungen eröffnet. Da die Ermittler herausfinden konnten, dass Ming bei seiner Fahrt in den Carlos Avery Wildlife Refuge kurzzeitig durch den Nachbarbundesstaat Wisconsin gefahren war, kam der Federal Kidnapping Act zum Einsatz. Ming wurde zu einer lebenslangen Freiheitsstrafe verurteilt. Frühestens nach 10 Jahren hatte er Anrecht auf ein erstes Begnadigungsgesuch und nach 30 Jahren Anrecht auf frühzeitige Entlassung.
1981 wurde der Prozess wegen der Ermordung des sechs Jahre alten Jason Wilkman eröffnet. Am 9. Februar 1981, dem dritten Verhandlungstag, stand Mary Stauffer als Belastungszeugin im Zeugenstand. Plötzlich zog Ming ein Taschenmesser, von dem bis heute nicht klar ist, wie er es in den Gerichtssaal schmuggeln konnte, sprang über das Pult und stach mit dem Messer auf sie ein. Dabei trug Mary im Gesicht zahlreiche Schnittwunden zurück. Während der Attacke bedrohte er Mary und Elizabeth mit dem Umbringen, sollte er je das Gefängnis wieder verlassen. In der anschließenden Operation musste Mary 62 Nähte über sich ergehen.
Wegen Mordes an Jason Wilkman wurde Ming Sen Shiue zu einer Freiheitsstrafe von 40 Jahren verurteilt, die er parallel zu den 30 Jahren im ersten verhängten Prozess verbüßen musste.
Der erste gestellte Antrag auf Entlassung wurde am 6. Juli 2010 angelehnt. In der Anhörung vor dem Bezirksgericht von Anoka County flehte er Mary und Elizabeth um Vergebung an. Die zu diesem Zeitpunkt bereits 38-jährige Elizabeth meinte, sie nehme zwar die Entschuldigung zur Kenntnis, meinte jedoch, Ming wäre zu gefährlich, als dass er entlassen werden könnte. Selbst die zuständige Bezirksrichterin Jenny Walker meinte, Ming habe eine sexuelle Persönlichkeitsstörung, die es ihm unmöglich mache, wieder auf freien Fuß zu gelangen. Seit 2016 werden regelmäßig von der United States Parole Commission alle Anträge Mings auf Entlassung abgelehnt.
Er ist heute Strafgefangener im Federal Medical Center in Rochester, Minnesota.
Mary und ihr Ehemann sind mittlerweile Rentner. Ihre Kinder sind heute verheiratet und ebenfalls Eltern.

## Verfilmung
2019 entstand unter der Regie von Jim Donovan der Fernsehfilm Abducted: The Mary Stauffer Story, den bei der Erstausstrahlung 1,4 Millionen Zuseher verfolgten. Die Rolle von Mary Stauffer verkörperte darin die bekannte Schauspielerin Alyson Hannigan, ihre Tochter Elizabeth Daphne Hoskins. Als Ming Sen Shiue konnte Donovan den Schauspieler Howie Lai verpflichten.